# 河西之战 (战国)
河西之戰是中國戰國時代，魏國與秦國為爭奪關中河西（今山西、陝西兩省間黃河南段以西地區）地區發生的大規模戰爭，前後反復交戰數次。

## 背景
魏國自三家分晋后，魏文侯政治上任用翟璜、吳起、李悝、魏成子等人進行改革，使魏國國勢逐漸強盛；軍事上魏國聯合趙、韓，西擊秦，東擊齊，南擊楚，創建了由魏國領導而由韓、趙輔佐的中原霸權。而秦國自秦厲共公以後，政局不穩，數位國君或殺或廢，國力日趨衰弱，加上西方及北方又有戎族入侵，在魏國的連續攻勢下，只能被動防守。
秦獻公繼位後開始政治改革，使秦國國力由弱轉強，具備了奪回河西地區的實力。秦孝公繼位後，任用商鞅實行變法，秦國國力開始強大。魏國此時忙與同趙國、齊國交戰，無暇西顧。秦國趁機大舉的進攻魏國的西河郡。
周顯王二十七年（前342年），魏國發兵攻韓，韓國向齊國求援。齊國軍師孫臏再次使用圍魏救趙的戰術，率軍包圍魏國首都大梁（今河南省開封市）。魏惠王下令龐涓撤兵回救，龐涓在馬陵（今山東省郯城縣一帶）遭到埋伏，全軍覆沒，太子申被俘，龐涓亦自刎而死。魏國經過馬陵之戰的失敗，元氣大傷，無力對付秦軍。秦軍從反擊到進攻，多次擊敗魏軍，終於收復河西。

## 魏國夺取河西

### 第一次戰役
前419年，魏軍突然在河西地区的少梁（今陝西省韓城市西南）修筑城池，秦國派兵進攻，兩軍在少梁交戰兩年。前417年，魏军擊敗秦軍，再次在少梁筑城。秦軍則沿黃河修築防禦工事，阻止魏軍西进。前415年，秦灵公派兵修补繁庞（今陕西省韩城市东南），在籍姑（今陕西省韩城市北）筑城，继续对魏国采取守势。
前413年，魏国大举进攻秦国，魏国上地郡郡守李悝在郑县（今陕西省华县）大败秦军。次年，魏文侯派太子击包围并占领了秦国的繁庞，迁出当地的居民。

### 第二次戰役
前409年，魏文侯任命吴起为主将，攻克秦国河西地区的临晋（即王城，今陕西省大荔县东南）、元里（今陕西省澄城县东南）并筑城。次年，吴起再次率军攻打秦国，一直打到郑县，攻克洛阴（今陕西省大荔县西南）、郃阳（今陕西省合阳县东南）并筑城。而秦国只能退守至洛水，沿河修建防御工事，并筑重泉城（今陕西省蒲城县东南）加以防守。至此，魏国全部占有原本属于秦国的河西地区，并在此设立西河郡。经翟璜推荐，由吴起担任首任郡守。

### 雙方後續的交戰
魏國佔有河西地區後，成為秦國東進的心腹大患，秦简公、秦惠公两代秦国君主曾多次派兵试图收复該地區，但都以失敗而告終。
前401年，秦简公派兵攻打魏國，到達陽狐，但此时秦军无力穿越西河郡到达河东。
魏武侯继位後不久，與吳起、王錯等前往西河郡巡視。
前393年，魏軍在汪（一说在陝西省澄城縣境内）擊敗秦軍。。
前390年，秦国与魏国在武城（今陕西省华县东）交战。秦惠公在陝（今河南省三門峽市西）設縣，圖謀向中原擴張。前389年，秦惠公出兵號稱五十万进攻魏国的阴晋（今陕西省华阴市），但被魏西河郡守吴起以步兵五万、战车五百辆、骑兵三千所击败。
前386年，魏國攻打秦國，秦军在武城击退魏军，但秦将识被魏军所俘获。

## 秦國收復河西

### 秦獻公即位
周安王十八年（前384年），魏國於洛陰、安邑（今山西省夏縣西北）、王垣（即首垣，在今山西省長垣縣東北）三處加築城垣，加強河西、河東以及河北地区的防守。不久，魏國因趙國入侵衛國，威胁到魏國在中原地區的利益。魏國出兵支援衛國，齊國也派兵支援，趙國向楚國求救，楚國也加入了這場大戰，雙方進入連續四年之混戰。此時秦國国内，庶长改发动政变，杀秦出公和太后，迎立被秦简公放逐的秦献公回国继位。秦獻公继位后，安撫邊境軍民，並把都城從雍（今陕西省凤翔县）遷到櫟陽(今陝西省西安市臨潼區北)，親往治理，準備向東征討，收復秦穆公時期的故地。

### 洛陰之役
周顯王三年（前366年），魏、韓聯合攻秦，魏國在武城築城，作為西進據點。秦軍反擊，在洛陰打敗了魏、韓聯軍，開始掌握戰爭的主動權。

### 石門山之役
周顯王五年（前364年），秦獻公親率主力進至河東，秦將章蟜在石門山（今山西省運城市西南）大敗魏軍，斬首6萬。由於趙國出兵救援魏國，秦才退兵。此戰為秦國对魏国的首次重大胜利，諸侯震動，周顯王亦祝賀「獻公稱伯」，並頒賞他繡着黼黻圖案的服飾。

### 少梁之役
周顯王六年（前363年），秦出兵攻擊魏少梁，趙國出兵救援魏國。第二年（周顯王七年，前362年），秦乘魏與韓、趙戰於澮水之機，以庶長國為將，再次攻擊魏少梁，擊敗魏軍，俘其主將公孫痤，并佔領繁龐。魏國雖战胜韓、趙兩國，却被秦國击败。

### 秦孝公變法
當時除秦國外的戰國六雄已經形成，而處於西陲的秦國被中原各國所疏远。秦孝公繼位後，求賢招兵，廣招人才，命群臣獻富國強兵之策，重用商鞅變法圖強，推行「農戰」政策，秦国國勢日強。

### 魏惠王遷都
魏國國都原在安邑，僅有上黨山區可与河內交通，又地處河東，受秦、趙、韓三國包圍，形勢岌岌可危。因此魏國在遷都前，極力圖謀在中原開拓土地。韓、趙兩國在魏國的壓力下，調整交換了土地，使魏國在中原地區的土地連成一片，形成十分有利的形勢。周顯王八年（前361年）夏四月初三日甲寅，魏國遷都大梁，同時派龍賈率軍修築河西長城（南起今陝西省華陰縣，經大荔西、澄城東、合陽北，在韓城南與黄河西岸相接），對秦採取守勢。
魏國遷都大梁後，實行改革，國力再次強大起來，引起了其他諸侯的戒備。周顯王十三年（前356年），趙國分別在平陸（今山東省汶上縣）、阿（今河北省高陽縣北50里）與齊、宋、燕會盟。魏國面临着被諸國围攻的可能，于是魏國對韓、宋、魯、衛等小國施壓，迫使小國君主入朝仕魏。

### 元里之役
周顯王十五年（前354年），趙國入侵衛國，奪取漆及富丘兩地。魏國出兵助衛，包圍趙都邯鄲（今河北省邯鄲市）。當魏軍分別在邯鄲、襄陵（今河南省睢縣南）與齊、趙、宋聯軍交戰時，秦軍乘機偷襲魏國，進攻魏河西長城重要據點元里，大敗魏軍，殲滅守軍7千人，並佔領少梁。同時派公孫壯伐韓，深入韓地，佔領上枳、安陵（今河南省鄢陵縣北）、山氏（今河南新鄭市東北）並築城，插入魏、韓兩國交界地區。

### 安邑、固陽之役
周顯王十七年（前352年），商鞅率主力東渡黃河，攻入魏國的河東，佔領了魏國舊都安邑。次年，商鞅又率軍包圍並占领魏上郡要點固陽（即定陽，今陝西省延安市東）。此時魏國在中原地區扭轉局勢，攻破趙國都城邯鄲，並調用韓國軍隊，擊敗包圍襄陵的齊、宋、衛三國聯軍，齊國不得己請楚國大將景舍出面調停。

### 魏、秦修好
魏國陸續與齊、趙講和後，遂集中兵力反攻，奪回安邑及少梁，並包圍固陽。秦孝公用商鞅以退為進之策，以爭取時間更深入地進行第二次變法，於周顯王十九年（前350年）與魏惠王在彤（今陝西華縣西南）會盟修好，將河西部分土地歸還魏國。為便於爾後東進中原，又將國都遷至咸陽（今陝西省咸陽市東北）。經兩次變法，秦國國力更強。而魏惠王则派军队在固陽東修建崤山長城（東南起崤山，西北至黃河），以阻止秦軍東進，保障河東地區與大梁的聯繫。

### 商鞅遊說魏惠王稱王
魏國以朝見周天子為名，召集許多小國舉行會盟，圖謀攻秦。秦孝公下令加強防守，并采纳商鞅“尊魏為王”的策略來改變魏國进攻秦国的意圖。秦孝公於周顯王二十五年（前344年）派商鞅向魏惠王遊說，称「從十二諸侯不足以王天下」，勸說他除了號令宋、衛、鄒、魯等小國外，爭取燕、秦等國支持，「先行王服，然後圖齊、楚」。魏惠王聽從遊說，開始稱王，並召集各小國參加逢澤（今河南省開封市南）會盟，使得魏國進攻的矛頭，從秦轉向齊、楚。

### 吳城之役
魏國在馬陵之戰遭受齊國重創，秦國乘魏國實力尚未恢復之際，大舉攻魏。周顯王二十八年（前341年）九月，秦派商鞅入侵魏國西部，魏惠王率軍救援，魏軍大敗。第二年（周顯王二十九年，前340年），商鞅入侵河東，魏派公子卬迎戰，雙方於吳城（今山西省平陸县北）對峙。商鞅以政治手段欺騙公子卬前來赴會，在會中趁機俘虜公子卬，乘勢攻擊並擊敗魏軍。

### 岸門之役
周顯王三十一年（前338年），秦再次攻魏，在岸門（今山西省河津縣南）擊敗魏軍，俘其主將魏錯。

### 龍賈之役
周顯王三十六年（前333年），秦惠文王任命陰晉人犀首（即公孫衍）為大良造，次年魏國獻陰晉給秦，與秦修好。未久，公孫衍率兵攻魏上郡重地雕陰（今陝西省甘泉縣南），魏將龍賈集中兵力迎戰。經二年激戰，至三十八年（前330年），全殲魏軍，斬首四萬五千人（此據《史記·魏世家》，《秦本紀》記載為八萬）。此役魏國防衛西河、上郡的主力全軍覆沒，主將龍賈被俘，魏惠王被迫於次年將西河郡全部獻給秦國。至此，秦全部收復了被魏奪佔的河西地區。

## 影響
秦收復河西後，並未停止攻魏，繼而攻佔焦（今河南省陝縣）、曲沃（今河南省靈寶市東北）、汾陰（今山西省萬榮縣西南）、蒲陽（今山西省隰縣）等據點。秦不僅收复了黃河南段以西的所有土地，而且獲得河东之地，控制了東進中原的大門，為爾後统一六國創造了有利條件。

### 書籍
- 楊寬，《戰國史》（1997年增訂版），臺灣商務印書館，2004年7月初版七刷，ISBN 9570514167
- 楊寬，《戰國史料編年輯証》，臺灣商務印書館，2002年2月初版一刷，ISBN 9570517441
- 林劍鳴，《秦史》，五南圖書出版有限公司，1992年11月初版一刷，ISBN 9571105678